# 春雨や雷蔵 (4代目)
四代目 春雨や 雷蔵（はるさめや らいぞう、1951年1月27日 - ）は落語家。東京都葛飾区出身。本名∶山田 良平。落語芸術協会所属。出囃子は「本調子かっこ」。
古典落語、五代目古今亭今輔作の新作落語両方演じる。

## 芸歴

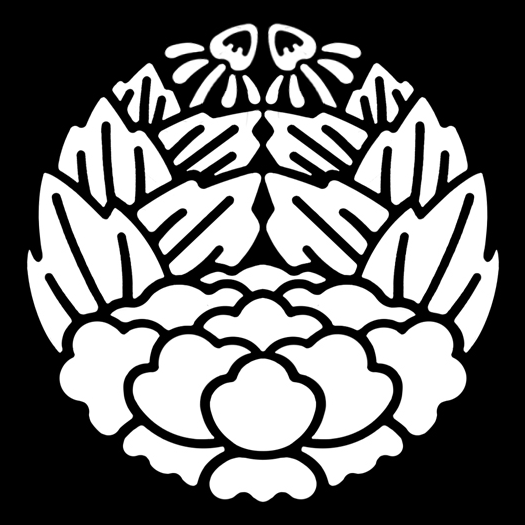
紋の杏葉牡丹

- 1968年4月 - 八代目雷門助六に入門、前座名「助三」。
- 1972年6月 - 二ツ目昇進。
- 1982年4月 - 真打昇進、「四代目春雨や雷蔵」を襲名[1][2]。

## 受賞
- 1980年 第9回 NHK新人落語コンクール 最優秀賞
- 1991年 第11回国立演芸場花形演芸大賞
- 1999年 文化庁芸術祭 優秀賞

## 弟子

### 真打
- 雲龍亭雨花

### 二ツ目
- 春雨や晴太

### その他
- 春雨や落雷 - フリーの真打だが、落語芸術協会に所属しておらず、あくまでも「春雨や一門」内での真打を称している。

### 元弟子
- 春雨や雷太 - 桂伸治門下へ移籍